# Malattia idiopatica
Una malattia idiopatica è una patologia non dovuta a cause esterne note, senza causa apparente: è una malattia di cui, ad oggi, non si conosce il meccanismo di base. L'aggettivo idiopatico, usato anche in altre espressioni mediche, viene da "ἴδιος" (idios), sé stesso e "πάθος" (pathos), sofferenza, e si può riferire alle cause di una patologia qualunque, che risulti presentare un'eziopatogenesi presente già in età infantile, talvolta alla nascita. Una malattia idiopatica in genere è trattata con farmaci sintomatici e per essa non si dispone di trattamenti definitivi o comunque eziologici, cioè che vincano il meccanismo di base che la genera.
Per alcune condizioni mediche, la comunità medica scientifica non è in grado di stabilire una causa principale in una grande percentuale dei casi (per esempio, la glomerulosclerosi segmentaria e focale o la spondilite anchilosante, in cui la maggior parte dei casi sono appunto di natura idiopatica). In altre condizioni, tuttavia, i casi idiopatici rappresentano una piccola percentuale (ad esempio nella fibrosi polmonare). Grazie ai progressi medici e scientifici, le cause più profonde delle varie malattie sono state negli anni scoperte e quindi la percentuale dei casi definiti come idiopatici è diminuita. Si annovera anche una forma di artrosi idiopatica, caratterizzata dalla formazione dei noduli di Heberden.